# كراي-1

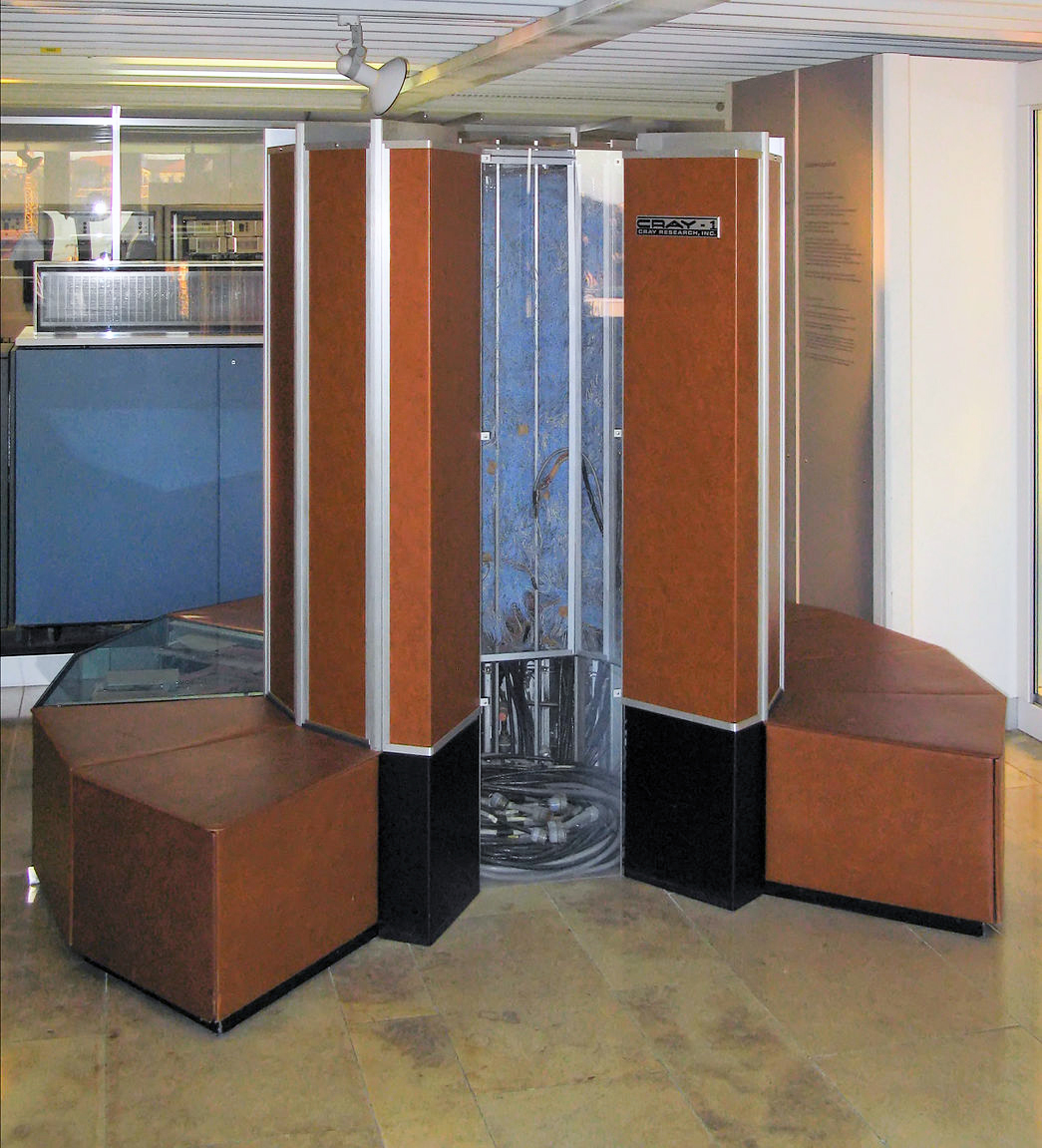
كراي-1 المعروض في المتحف الألماني

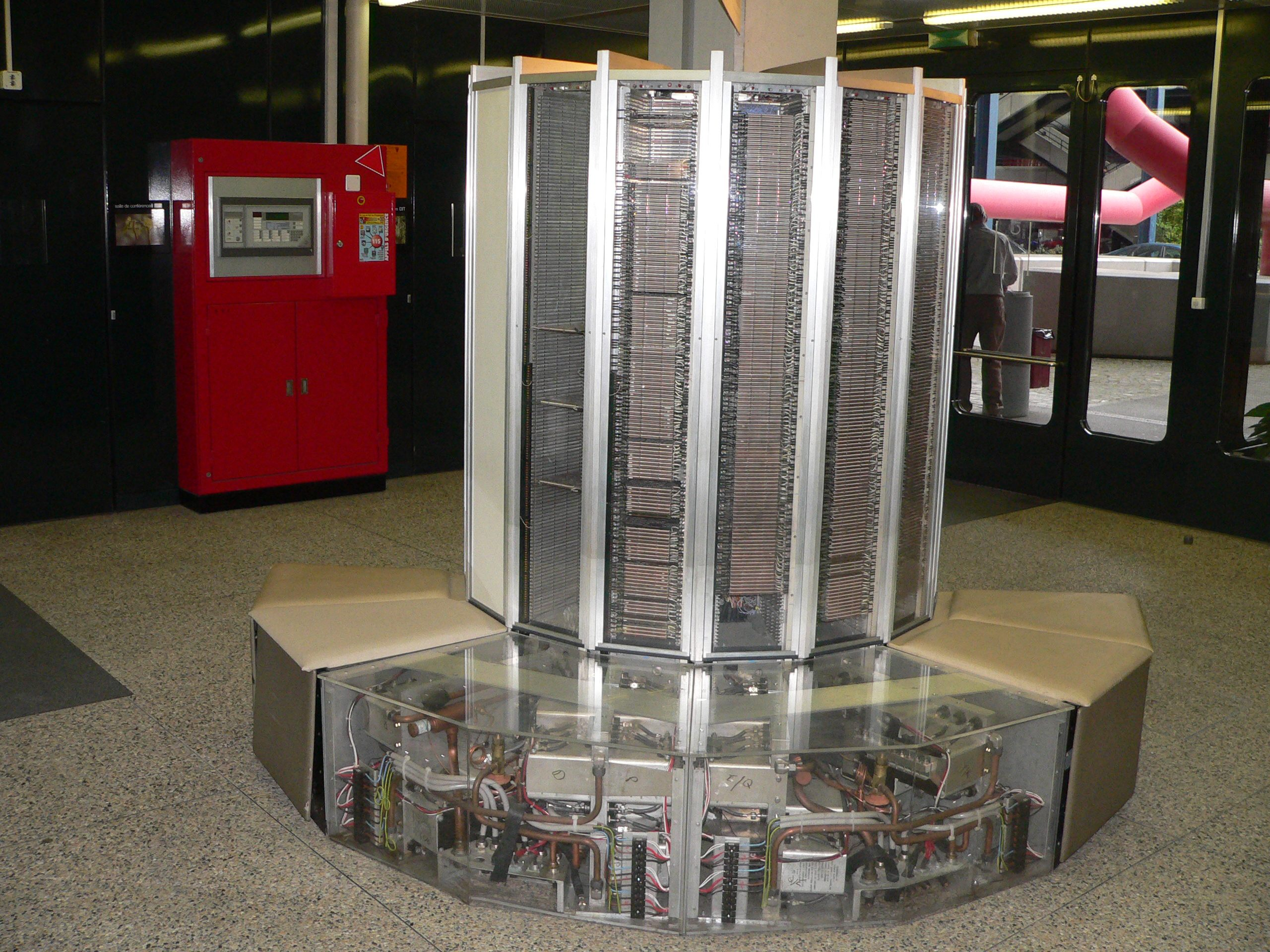
Cray-1 with internals exposed at مدرسة لوزان الاتحادية للفنون التطبيقية

كراي-1 حاسوب فائق قامت بتصميمه وصنعه شركة كراي. تم تركيب أول نظام كراي-1 في مختبر لوس ألاموس الوطني في عام 1976 ، واستمر ليصبح واحد من أفضل الحواسيب العملاق المعروفة وأكثرها نجاحا في التاريخ. مهندس كراي-1 هو سيمور كراي وكبير المهندسين هو ليستر ديفيس المؤسس المشارك في شركة كراي.

## التاريخ
من عام 1968 إلى عام 1972، عمل Seymour Cray سيمور كراي في داتا كونترول كوربريشن (شركة التحكم في البيانات) Control Data Corporation (CDC)) عمل على سي دي سي 8600 [الإنجليزية]، خلفًا لتصميماته السابقة سي دي سي 6600 وسي دي سي 7600 [الإنجليزية]. يتكون 8600 بشكل أساسي من أربعة 7600s في صندوق مع وضع خاص إضافي سمح لهم بتشغيل التنفيذ المتزامن بطريقة تعليمات وحيدة بيانات متعددة SIMD.
بدأ جيم ثورنتون، الشريك الهندسي لشركة كراي سابقًا في التصميمات السابقة، مشروعًا أكثر جذرية يُعرف باسم سي دي سي ستار- 100 [الإنجليزية]. على عكس نهج القوة الغاشمة 8600 في الأداء، اتخذ ستار مسارًا مختلفًا تمامًا. كان أداء المعالج الرئيسي لـ ستار أقل من أداء 7600، لكنه أضاف أجهزة وإرشادات لتسريع مهام الكمبيوتر العملاق الشائعة بشكل خاص. بحلول عام 1972، وصل 8600 إلى طريق مسدود. كانت الآلة معقدة للغاية لدرجة أنه كان من المستحيل تشغيلها بشكل صحيح. حتى المكون الخاطئ الواحد قد يجعل الآلة غير جاهزة للعمل. ذهب كراي إلى وليام نوريس، الرئيس التنفيذي لشركة كونترول داتا (Control Data)، قائلاً إن هناك حاجة إلى إعادة تصميم من الصفر. في الوقت الذي كانت فيه الشركة تعاني من مشاكل مالية خطيرة، ومع وجود ستار في طور الإعداد أيضًا، لم يستطع نوريس استثمار الأموال.
نتيجة لذلك، غادر كراي سي دي سي وبدأ كراي ابحاث بالقرب من مختبر سي دي سي. في الفناء الخلفي للأرض التي اشتراها في شلالات تشيبيوا (Chippewa Falls)، بدأ كراي ومجموعة من موظفي سي دي سي السابقين في البحث عن أفكار. في البداية، بدا مفهوم بناء كمبيوتر عملاق آخر مستحيلًا، ولكن بعد أن سافر كبير مسؤولي التكنولوجيا في أبحاث كراي إلى وول ستريت ووجد مجموعة من المستثمرين الراغبين في دعم كراي، كل ما كان مطلوبًا هو التصميم.
لمدة أربع سنوات، صممت أبحاث كراي أول كمبيوتر لها. في عام 1975 تم الإعلان عن 80 ميجا هرتز كراي-1. كانت الإثارة عالية لدرجة أن حرب العطاءات على الجهاز الأول اندلعت بين مختبر لورانس ليفرمور الوطني ومختبر لوس ألاموس الوطني، وفاز الأخير في النهاية وحصل على الرقم التسلسلي 001 في عام 1976 لتجربة استمرت ستة أشهر. كان المركز الوطني لأبحاث الغلاف الجوي (NCAR) أول عميل رسمي لشركة أبحاث كراي في عام 1977، حيث دفع 8.86 مليون دولار أمريكي (7.9 مليون دولار بالإضافة إلى مليون دولار للأقراص) للرقم التسلسلي 3. تم إيقاف تشغيل آلة NCAR في عام 1989. توقعت الشركة بيع ربما عشرات الآلات، وتحديد سعر البيع وفقًا لذلك، ولكن في النهاية تم بيع أكثر من 80 جهاز كراي-1 من جميع الأنواع، بسعر يتراوح من 5 ملايين دولار إلى 8 ملايين دولار. جعلت الآلة من سيمور كراي نجاحًا كبيرًا وشركته، واستمر حتى تحطم الكمبيوتر العملاق في أوائل التسعينيات.
بناءً على توصية من دراسة ويليام بيري، اشترت وكالة الأمن القومي كراي-1 للبحث النظري في تحليل الشفرات. وفقًا لبوديانسكي، «على الرغم من أن التواريخ القياسية لأبحاث أبحاث كراي استمرت لعقود من الزمن في التصريح بأن أول عميل للشركة كان مختبر لوس ألاموس الوطني، إلا أنه في الواقع كانت وكالة الأمن القومي...» 
تم استبدال 160 فلوبس كراي-1 في عام 1982 بواسطة 800 فلوبس كراي X-MP، وهو أول كمبيوتر كراي متعدد المعالجة. في عام 1985، نجح الطراز كراي-2 المتقدم للغاية، القادر على تحقيق ذروة أداء 1.9جيجا فلوبس، في النموذجين الأولين ولكنه حقق نجاحًا تجاريًا محدودًا إلى حد ما بسبب بعض المشكلات في إنتاج أداء مستدام في تطبيقات العالم الحقيقي. لذلك، تم تصميم خليفة تطوري أكثر تحفظًا لطرازي كراي-1 و X-MP باسم كراي Y-MP وتم إطلاقه في عام 1988.
وبالمقارنة، يعمل المعالج في جهاز ذكي نموذجي لعام 2013، مثل نكسس 10 أو إتش تي سي ون، بمعدل 1 جيجا فلوبس تقريبًا،  بينما يعمل معالج A13 في آيفون 11 لعام 2020 بمعدل 154.9جيجا فلوبس. لن تصل أجهزة الكمبيوتر العملاقة التي ستخلف كراي-1 حتى عام 1994.

## خلفية
تتكون أعباء العمل العلمية النموذجية من القراءة في مجموعات كبيرة من البيانات، وتحويلها بطريقة ما ثم إعادة كتابتها مرة أخرى. عادةً ما تكون التحويلات التي يتم تطبيقها متطابقة عبر جميع نقاط البيانات في المجموعة. على سبيل المثال، قد يضيف البرنامج 5 إلى كل رقم في مجموعة من مليون رقم. في أجهزة الكمبيوتر التقليدية، سيرد البرنامج على كل مليون رقم، مضيفًا خمسة، وبالتالي تنفيذ مليون أمر يقول أ = إضافة ب، ج. داخليًا، يحل الكمبيوتر هذه التعليمات في عدة خطوات. يقوم أولاً بقراءة التعليمات من الذاكرة وفك تشفيرها، ثم يقوم بجمع أي معلومات إضافية تحتاجها، في هذه الحالة الرقمان b و c، ثم يقوم أخيرًا بتشغيل العملية وتخزين النتائج. والنتيجة النهائية هي أن الكمبيوتر يتطلب عشرات أو مئات الملايين من الدورات لتنفيذ هذه العمليات.

### آلات المتجهات
في STAR، كتبت التعليمات الجديدة بشكل أساسي الحلقات للمستخدم. أخبر المستخدم الجهاز حيث تم تخزين قائمة الأرقام في الذاكرة، ثم تم تغذيتها بتعليمة واحدة a (1..1000000) = addv b (1..1000000)، c (1..1000000). للوهلة الأولى يبدو أن المدخرات محدودة؛ في هذه الحالة، تقوم الآلة بجلب وفك تشفير تعليمة واحدة فقط بدلاً من 1000000، وبالتالي توفير 1000000 عملية جلب وفك تشفير، وربما ربع الوقت الإجمالي. المدخرات الحقيقية ليست واضحة جدا. داخليًا، يتم إنشاء وحدة المعالجة المركزية للكمبيوتر من عدد من الأجزاء المنفصلة المخصصة لمهمة واحدة، على سبيل المثال، إضافة رقم، أو الجلب من الذاكرة. عادةً، نظرًا لتدفق التعليمات عبر الجهاز، يكون جزء واحد فقط نشطًا في أي وقت. هذا يعني أن كل خطوة متسلسلة من العملية بأكملها يجب أن تكتمل قبل حفظ النتيجة. إضافة خط أنابيب التعليمات يغير هذا. في مثل هذه الأجهزة، سوف «تتطلع وحدة المعالجة المركزية» إلى الأمام وتبدأ في جلب التعليمات التالية بينما لا تزال التعليمات الحالية قيد المعالجة. في نمط خط التجميع هذا، لا تزال أي تعليمات واحدة تتطلب وقتًا طويلاً لإكمالها، ولكن بمجرد انتهاء التنفيذ، تكون التعليمات التالية خلفها مباشرةً، مع اكتمال معظم الخطوات المطلوبة لتنفيذها بالفعل. تستخدم معالجات المتجهات هذه التقنية مع خدعة إضافية واحدة. نظرًا لأن تخطيط البيانات في تنسيق معروف - مجموعة من الأرقام مرتبة بالتسلسل في الذاكرة - يمكن ضبط خطوط الأنابيب لتحسين أداء عمليات الجلب. عند استلام تعليمات المتجه، تقوم الأجهزة الخاصة بإعداد الوصول إلى الذاكرة للمصفوفات وحشو البيانات في المعالج بأسرع ما يمكن. استخدم نهج سي دي سي في ستار ما يعرف اليوم باسم بنية الذاكرة والذاكرة. يشير هذا إلى الطريقة التي تجمع بها الآلة البيانات. أقامت خط الأنابيب الخاص بها للقراءة من الذاكرة والكتابة إليها مباشرة. سمح هذا لـ ستار باستخدام متجهات من أي طول، [بحاجة لمصدر] مما يجعلها مرنة للغاية. لسوء الحظ، كان يجب أن يكون خط الأنابيب طويلًا جدًا للسماح له بالحصول على تعليمات كافية أثناء الطيران لتعويض الذاكرة البطيئة. وهذا يعني أن الآلة تكبدت تكلفة عالية عند التبديل من متجهات المعالجة إلى تنفيذ العمليات على معاملات فردية موجودة بشكل عشوائي. كان الأداء ضعيفًا جدًا [بحاجة لتوضيح]. كانت النتيجة أداءً مخيباً للآمال إلى حد ما في العالم الحقيقي، وهو أمر كان من الممكن أن يتوقعه قانون أمدال [بحاجة لتوضيح].

### نهج كراي
درس كراي فشل برنامج ستار وتعلم منه [[بحاجة لمصدر]. قرر أنه بالإضافة إلى المعالجة المتجهية السريعة، فإن تصميمه سيتطلب أيضًا أداءً قياسيًا شاملاً ممتازًا. بهذه الطريقة عندما تقوم الآلة بتبديل الأوضاع، فإنها ستظل تقدم أداءً فائقًا. بالإضافة إلى ذلك، لاحظ أنه يمكن تحسين أعباء العمل بشكل كبير في معظم الحالات من خلال استخدام السجلات. تمامًا كما تجاهلت الأجهزة السابقة حقيقة أن معظم العمليات يتم تطبيقها على العديد من نقاط البيانات، تجاهلت ستار حقيقة أن نقاط البيانات نفسها سيتم تشغيلها بشكل متكرر. في حين أن ستار ستقرأ نفس الذاكرة وتعالجها خمس مرات لتطبيق خمس عمليات متجهية على مجموعة من البيانات، سيكون من الأسرع بكثير قراءة البيانات في سجلات وحدة المعالجة المركزية مرة واحدة، ثم تطبيق العمليات الخمس. ومع ذلك، كانت هناك قيود مع هذا النهج. كانت السجلات أكثر تكلفة بكثير من حيث الدوائر، لذلك لم يكن بالإمكان توفير سوى عدد محدود. هذا يعني أن تصميم كراي سيكون أقل مرونة من حيث أحجام المتجهات. بدلاً من قراءة أي حجم متجه عدة مرات كما هو الحال في ستار، سيتعين على كراي-1 قراءة جزء فقط من المتجه في كل مرة، ولكن يمكنه بعد ذلك تشغيل عدة عمليات على تلك البيانات قبل إعادة كتابة النتائج إلى الذاكرة. نظرًا لأعباء العمل النموذجية، شعرت كراي أن التكلفة الصغيرة التي تكبدتها الحاجة إلى تقسيم عمليات الوصول إلى الذاكرة التسلسلية الكبيرة إلى شرائح كانت تكلفة تستحق الدفع. نظرًا لأن عملية المتجه النموذجية ستشمل تحميل مجموعة صغيرة من البيانات في سجلات المتجهات ثم تشغيل عدة عمليات عليها، فقد كان لنظام المتجه في التصميم الجديد خط أنابيب منفصل خاص به. على سبيل المثال، تم تنفيذ وحدتي الضرب والإضافة كأجهزة منفصلة، وبالتالي يمكن نقل نتائج أحدهما داخليًا إلى التالي، حيث تم بالفعل معالجة فك شفرة التعليمات في خط الأنابيب الرئيسي للآلة. أشار كراي إلى هذا المفهوم على أنه تسلسل، حيث أتاح للمبرمجين «ربط» عدة تعليمات معًا واستخراج أداء أعلى.

## الوصف
كانت الآلة الجديدة أول تصميم كراي يستخدم الدوائر المتكاملة (ICs). على الرغم من أن الدوائر المتكاملة كانت متاحة منذ الستينيات، إلا أنها لم تصل إلى الأداء اللازم للتطبيقات عالية السرعة إلا في أوائل السبعينيات. يستخدم كراي-1 أربعة أنواع مختلفة فقط من الدوائر المتكاملة، وبوابة NOR بوابة اختيار سالبة ثنائية 5-4 من منطق الباعث المقرنECL (واحدة 5 مدخلات، وواحدة 4 مدخلات، ولكل منها خرج تفاضلي)،  تستخدم بوابة MECL 10K 5-4 NOR الأخرى أبطأ لتوزيع العناوين، تستخدم ذاكرة الوصول العشوائي الساكنة (SRAM) ذات السرعة العالية 16 × 4 بت (6 نانوثانية) للسجلات و 1,024 × 1 بت 48 نانوثانية ذاكرة الوصول العشوائي الساكنة المستخدمة للذاكرة الرئيسية. تم توفير هذه الدوائر المتكاملة من قبل شركة فيرتشايلد أشباه الموصلات وموتورولا. إجمالاً، احتوت كراي-1 على حوالي 200000 بوابة.
تم تركيب الدوائر المتكاملة على لوحة دارات مطبوعة كبيرة من خمس طبقات، مع ما يصل إلى 144 دائرة متكاملة لكل لوحة. تم بعد ذلك تثبيت الألواح من الخلف إلى الخلف للتبريد (انظر أدناه) ووضعها في أربعة وعشرين رفًا بارتفاع 28 بوصة (710 مم) تحتوي على 72 لوحًا مزدوجًا. تتطلب الوحدة النمطية (وحدة معالجة متميزة) لوحين أو لوحين. في كل الآلة احتوت على 1662 وحدة في 113 نوعًا.
كان كل كابل بين الوحدات عبارة عن كبل مزدوج مجدول، مقطوع بطول معين لضمان وصول الإشارات في الوقت المناسب بدقة وتقليل الانعكاس الكهربائي. كانت كل إشارة تنتجها دائرة منطق الباعث المقرنECL عبارة عن زوج تفاضلي، لذلك كانت الإشارات متوازنة. أدى هذا إلى جعل الطلب على مصدر الطاقة أكثر ثباتًا وتقليل ضوضاء التحويل. كان الحمل على مزود الطاقة متوازنًا بشكل متساوٍ لدرجة أن كراي تفاخرت بأن مصدر الطاقة غير منظم. بالنسبة لمزود الطاقة، بدا نظام الكمبيوتر بأكمله وكأنه مقاوم بسيط.
ولدت دوائر منطق الباعث المقرنECL عالية الأداء حرارة كبيرة، وبذل مصممو كراي جهدًا كبيرًا في تصميم نظام التبريد كما فعلوا في باقي التصميم الميكانيكي. في هذه الحالة، تم إقران كل لوحة دائرة مع ثانية، يتم وضعها من الخلف إلى الخلف مع لوح من النحاس بينهما. تقوم الألواح النحاسية بتوصيل الحرارة إلى حواف القفص، حيث يعمل الفريون السائل في أنابيب الفولاذ المقاوم للصدأ على سحبها بعيدًا إلى وحدة التبريد الموجودة أسفل الجهاز. تأخر أول كراي-1 ستة أشهر بسبب مشاكل في نظام التبريد؛ إن مادة التشحيم التي يتم خلطها عادة مع الفريون للحفاظ على عمل الضاغط تتسرب عبر الأختام وتغطي الألواح بالزيت في النهاية حتى تقصر. كان لابد من استخدام تقنيات اللحام الجديدة لإغلاق الأنابيب بشكل صحيح. براءات الاختراع الوحيدة الصادرة لجهاز الكمبيوتر كراي-1 تتعلق بتصميم نظام التبريد. من أجل إخراج أقصى سرعة من الماكينة، تم ثني الهيكل بأكمله في شكل حرف C. تم وضع الأجزاء المعتمدة على السرعة من النظام على «الحافة الداخلية» للهيكل، حيث كانت أطوال الأسلاك أقصر. سمح ذلك بتقليل وقت الدورة إلى 12.5 نانوثانية (80 ميجاهرتز)، ليس بسرعة 8 نانوثانية 8600 التي تخلى عنها، ولكن بالسرعة الكافية للتغلب على سي دي سي 7600 وستار. قدر NCAR أن الإنتاجية الإجمالية على النظام كانت 4.5 مرة من سي دي سي 7600.
تم تصميم كراي-1 كنظام 64 بت، وهو خروج عن 7600/6600، والتي كانت آلات 60 بت (تم التخطيط أيضًا لتغيير 8600). كان العنوان 24 بت، بحد أقصى 1,048,576 كلمة 64 بت (1 ميغاورد) من الذاكرة الرئيسية، حيث تحتوي كل كلمة أيضًا على 8 بتات تكافؤ لإجمالي 72 بت لكل كلمة. كان هناك 64 بت بيانات و 8 بتات تحقق. تم نشر الذاكرة عبر 16 بنك ذاكرة متشابك، كل منها مع وقت دورة 50 نانوثانية، مما يسمح بقراءة ما يصل إلى أربع كلمات في كل دورة. يمكن أن تحتوي التكوينات الأصغر على 0.25 أو 0.5 ميجاوات من الذاكرة الرئيسية. كان الحد الأقصى لعرض النطاق الترددي الكلي للذاكرة 638 ميجابت/ ثانية. 
تتألف مجموعة التسجيل الرئيسية من ثمانية سجلات قياسية (S) 64 بت وثمانية سجلات عناوين (A) 24 بت. كانت هذه مدعومة بمجموعة من أربعة وستين سجلاً لكل من التخزين المؤقت S و A المعروف باسم T و B على التوالي، والتي لا يمكن أن تراها الوحدات الوظيفية. أضاف نظام المتجه ثمانية أخرى من سجلات متجه (V) 64 بت 64 بت، بالإضافة إلى طول متجه (VL) وقناع متجه (VM). أخيرًا، تضمن النظام أيضًا تسجيل ساعة في الوقت الفعلي 64 بت وأربعة مخازن تعليمات 64 بت تحتوي على 64 بت تعليمات كل منها. تم إعداد الجهاز للسماح بتغذية سجلات المتجه بكلمة واحدة في كل دورة، بينما تتطلب سجلات العنوان والقياس دورتين. في المقابل، يمكن ملء المخزن المؤقت للتعليمات المكون من 16 كلمة بالكامل في أربع دورات.
كان كراي-1 يحتوي على اثني عشر وحدة وظيفية موصولة بالأنابيب. تم إجراء حساب العنوان 24 بت في وحدة إضافة ووحدة ضرب. يتكون الجزء القياسي من النظام من وحدة إضافة، ووحدة منطقية، وعدد السكان، ووحدة عد صفرية بادئة، ووحدة إزاحة. يتكون الجزء المتجه من وحدات إضافة ومنطقية ووحدات إزاحة. تمت مشاركة الوحدات الوظيفية للفاصلة العائمة بين الأجزاء العددية والمتجهية، وتتكون من وحدات تقريب الجمع والضرب والمتبادلة.
كان للنظام توازي محدود. يمكن أن تصدر تعليمة واحدة لكل دورة ساعة، لأداء نظري يبلغ 80 MIPS، ولكن مع مضاعفة النقطة العائمة للمتجه وإضافة التي تحدث في الأداء النظري المتوازي كان 160  ميغا فلوبس. (يمكن أن تعمل وحدة التقريب المتبادل أيضًا بالتوازي، ولكنها لم تقدم نتيجة حقيقية للفاصلة العائمة - هناك حاجة إلى مضاعفتين إضافيتين لتحقيق قسمة كاملة.)
نظرًا لأن الجهاز مصمم للعمل على مجموعات بيانات كبيرة، فقد خصص التصميم أيضًا دوائر كبيرة لوحدات الإدخال والإخراج. تضمنت تصميمات كراي السابقة في سي دي سي أجهزة كمبيوتر منفصلة مخصصة لهذه المهمة، ولكن لم تعد هناك حاجة إلى ذلك. بدلاً من ذلك، تضمن كراي-1 أربعة وحدات تحكم ذات 6 قنوات، تم منح كل منها إمكانية الوصول إلى الذاكرة الرئيسية مرة واحدة كل أربع دورات. كانت القنوات بعرض 16 بت وتضمنت 3 بتات تحكم و 4 بتات لتصحيح الخطأ، لذا كانت سرعة النقل القصوى كلمة واحدة لكل 100 نانو ثانية، أو 500 ألف كلمة في الثانية للجهاز بأكمله.
وزن النموذج الأولي كراي-1A 5.5 طن بما في ذلك نظام التبريد الفريون. مكونة من مليون كلمة من الذاكرة الرئيسية، الجهاز وإمدادات الطاقة الخاصة به تستهلك حوالي 115 كيلو وات من الطاقة؛ من المحتمل أن يزيد التبريد والتخزين عن هذا الرقم بأكثر من الضعف. وحدة المعالجة المركزية أثناء الاستخدام، واختياريًا كجهاز كمبيوتر أمامي. تم تسليم معظم، إن لم يكن كل، كراي-1As باستخدام متابعة داتا جنرال أكليبس [الإنجليزية] مثل MCU.

## كراي -1 اس
كان كراي-1S، الذي تم الإعلان عنه في عام 1979، عبارة عن كراي-1 محسّن يدعم ذاكرة رئيسية أكبر من 1 أو 2 أو 4 ملايين كلمة. تم جعل الذاكرة الرئيسية الأكبر ممكنة من خلال استخدام 4096 × 1 بت من ذاكرة الوصول العشوائي ثنائية القطب مع وقت وصول 25 نانوثانية. تم استبدال الحواسيب الصغيرة داتا كونترول بشكل اختياري بتصميم داخلي 16 بت يعمل بسرعة 80 MIPS. تم فصل النظام الفرعي لوحدات الإدخال والإخراج (I / O)عن الجهاز الرئيسي، متصلاً بالنظام الرئيسي عبر قناة تحكم 6 ميجابت / ثانية وقناة بيانات عالية السرعة 100 ميجابت / ثانية. جعل هذا الفصل 1S يبدو وكأنه «نصف Crays» مفصولين ببضعة أقدام، مما سمح بتوسيع نظام وحدات الإدخال والإخراج حسب الحاجة. يمكن شراء الأنظمة في مجموعة متنوعة من التكوينات من S / 500 بدون إدخال / إخراج و 0.5 مليون كلمة من الذاكرة إلى S / 4400 مع أربعة معالجات إدخال / إخراج وذاكرة 4 ملايين كلمة.

## كراي -1M
[14] تم الإعلان عن الصاروخ كراي-1M في عام 1982 ليحل محل كراي-1S. كان لديها وقت دورة أسرع 12 نانوثانية واستخدمت ذاكرة موسفت أقل تكلفة في الذاكرة الرئيسية. تم توفير 1M في ثلاثة إصدارات فقط، M / 1200 مع مليون كلمة في 8 بنوك، أو M / 2200 و M / 4200 مع 2 أو 4 ملايين كلمة في 16 بنكًا. تضمنت كل هذه الأجهزة اثنين أو ثلاثة أو أربعة معالجات وحدات الإدخال والإخراج، وأضاف النظام قناة بيانات اختيارية ثانية عالية السرعة. يمكن للمستخدمين إضافة وسيط تخزين ذو حالة ثابتة مع 8 إلى 32 مليون كلمة من ذاكرة الوصول العشوائي موسفت (MOS).

## البرمجيات
في عام 1978، تم إصدار أول حزمة برامج قياسية لـ كراي-1، وتتألف من ثلاثة منتجات رئيسية:
- نظام تشغيل كراي (COS) (ستقوم الأجهزة اللاحقة بتشغيل UNICOS، نكهة Cray's UNIX)
- لغة تجميع كراي (CAL)
- كراي فورتران (CFT)، أول مترجم فورتران موجه تلقائيًا

تمثل المواقع الممولة من وزارة الطاقة الأمريكية من مختبر لورانس ليفرمور الوطني، ومختبر لوس ألاموس العلمي، ومختبرات سانديا الوطنية، ومراكز الكمبيوتر العملاق التابعة لمؤسسة العلوم الوطنية (لفيزياء الطاقة العالية) ثاني أكبر كتلة مع نظام مشاركة الوقت كراي (CTSS) الخاص بـ LLL. تمت كتابة CTSS في ذاكرة ديناميكية فورتران، سُميت أولاً LRLTRAN، والتي كانت تعمل على سي دي سي 7600s، وأعيدت تسميتها CVC (تُنطق "Civic") عند إضافة Vector لـ كراي-1. حاولت كراي ريسيرش دعم هذه المواقع وفقًا لذلك. كان لاختيارات البرامج هذه تأثيرات على أجهزة الكمبيوتر الفائقة الصغيرة اللاحقة، والمعروفة أيضًا باسم "crayettes".
NCAR لديها نظام التشغيل الخاص بها (NCAROS).
طورت وكالة الأمن القومي نظام التشغيل الخاص بها (الفولكلور) واللغة (IMP مع منافذ كراي باسكال وسي وفورتران 90 لاحقًا) 
بدأت المكتبات بعروض أبحاث كراي و Netlib.
توجد أنظمة تشغيل أخرى، ولكن معظم اللغات تميل إلى أن تكون مبنية على لغة فورتران أو فورتران. قامت معامل بيل (Bell Laboratories)، كدليل على مفهوم قابلية النقل وتصميم الدوائر، بنقل مترجم C الأول إلى كراي-1 (غير المتجه). سيعطي هذا الفعل لاحقًا CRI بداية مبكرة لمدة ستة أشهر على منفذ كراي-2 يونكس على حساب إي إم أيه سيستمز [الإنجليزية]، وأول فيلم اختبار تم إنشاؤه بواسطة الكمبيوتر من لوكاس فيلم، مغامرات أندريه ووالي بي [الإنجليزية] ..
تميل برامج التطبيقات عمومًا إلى أن تكون إما مصنفة (مثل الكود النووي أو كود التحليل المشفر) أو مملوكة (مثل نمذجة خزان البترول). كان هذا بسبب مشاركة القليل من البرامج بين العملاء وعملاء الجامعة. كانت الاستثناءات القليلة هي برامج المناخ والأرصاد الجوية حتى استجابت NSF لمشروع أنظمة حاسوب الجيل الخامس الياباني وأنشأت مراكز أجهزة الكمبيوتر العملاقة الخاصة بها. حتى ذلك الحين، تمت مشاركة القليل من التعليمات البرمجية.

## المتاحف
- يتم عرض Cray-1s في المواقع التالية:
- متحف برادبري للعلوم في لوس ألاموس، نيو مكسيكو
- متحف شلالات تشيبيوا Chippewa Falls للصناعة والتكنولوجيا في Chippewa Falls، ويسكونسن
- مكاتب شركة كراي إنك في كراي بلازا في سانت بول، مينيسوتا
- متحف تاريخ الكمبيوتر في ماونتن فيو، كاليفورنيا[15]
- متحف الكمبيوتر الأمريكي، روزويل، جورجيا، الولايات المتحدة.[16]
- متحف DigiBarn للكمبيوتر[17]
- المتحف الألماني في ميونيخ
- ETH Zurich - Eidgenössische Technische Hochschule Zürich المعهد الفدرالي السويسري للتكنولوجيا زيورخ، سويسرا
- أجهزة الكمبيوتر الحية: متحف ومختبرات في سياتل، واشنطن [18]
- المركز الوطني لأبحاث الغلاف الجوي في بولدر، كولورادو.[19]
- المتحف الوطني للطيران والفضاء في واشنطن العاصمة.[20]
- متحف بولو في لوزان، سويسرا
- المتحف الوطني للحوسبة في بلتشلي بارك [21]
- متحف العلوم في لندن[22]
- المتحف الوطني السويدي للعلوم والتكنولوجيا في ستوكهولم، السويد [23]

## صور

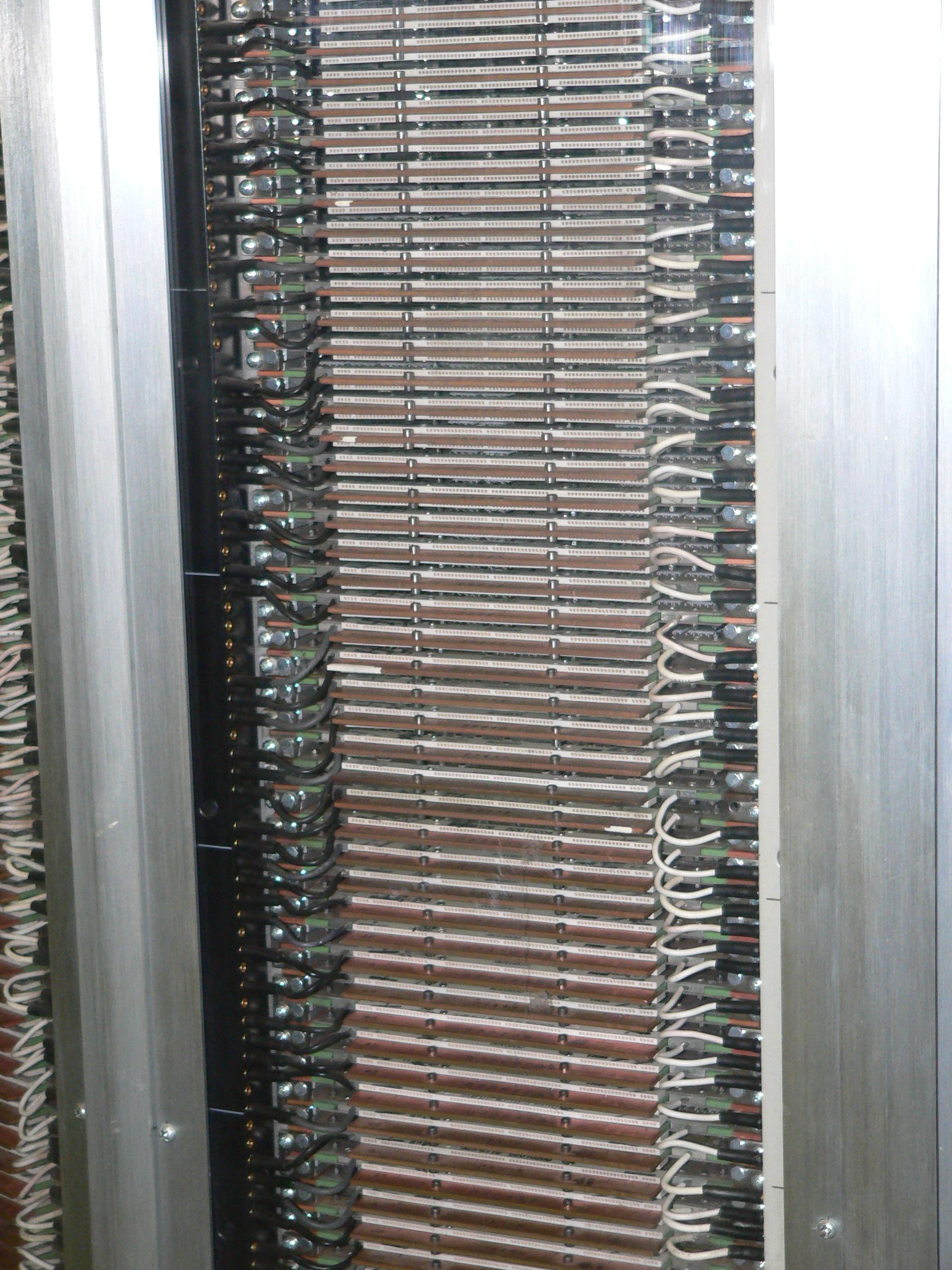
Logic boards
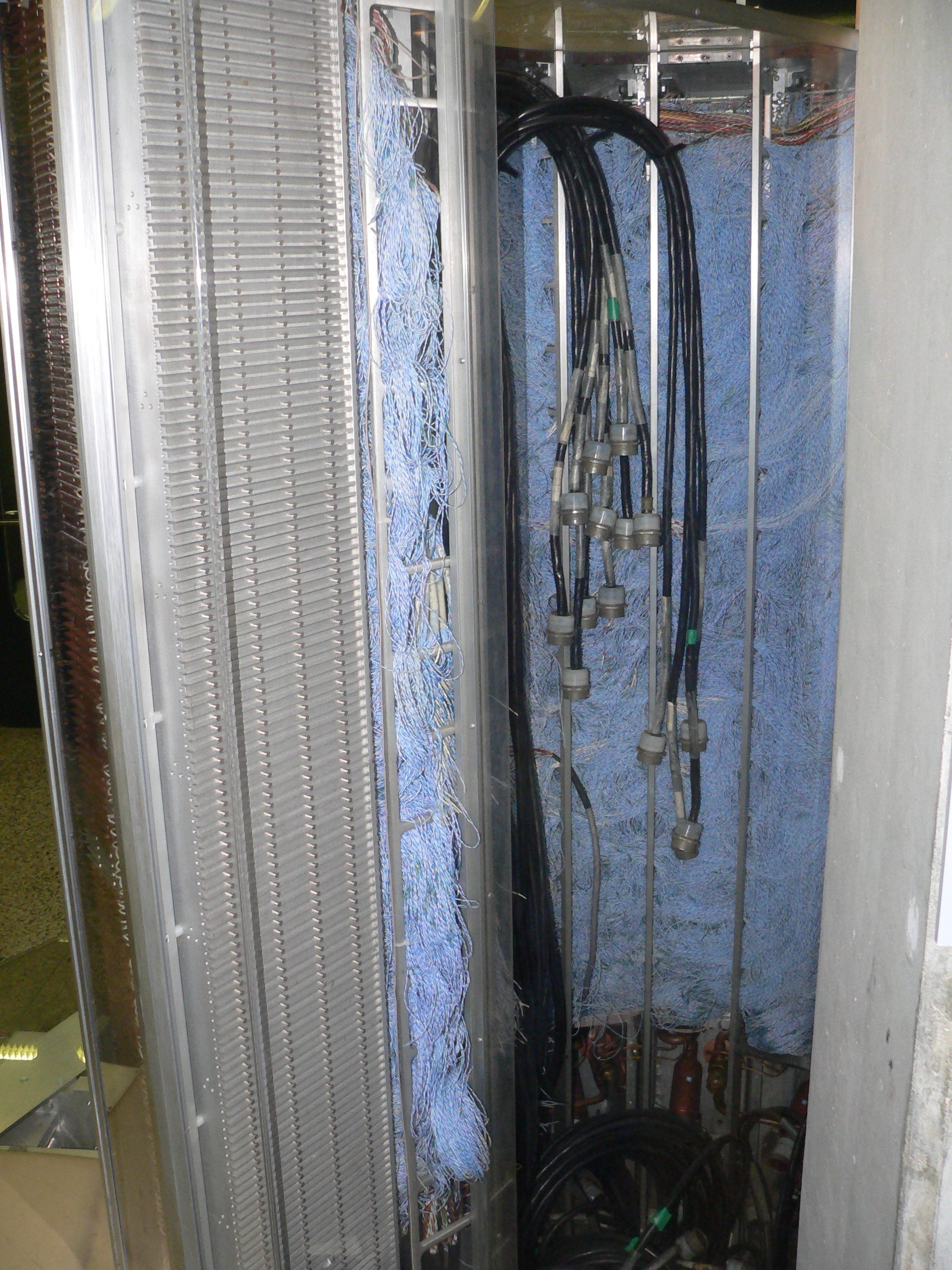
Inside of the tower
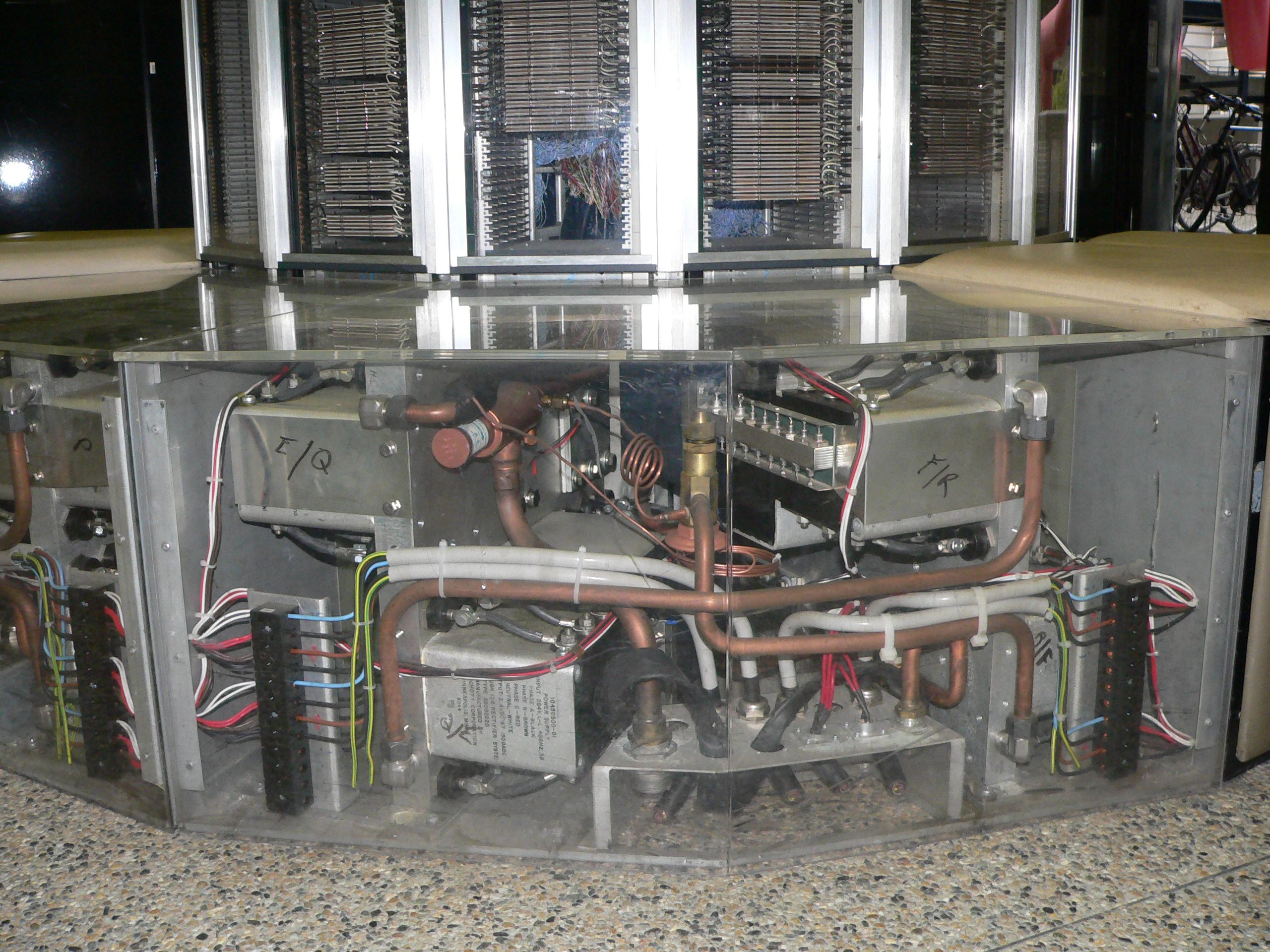
Cooling system
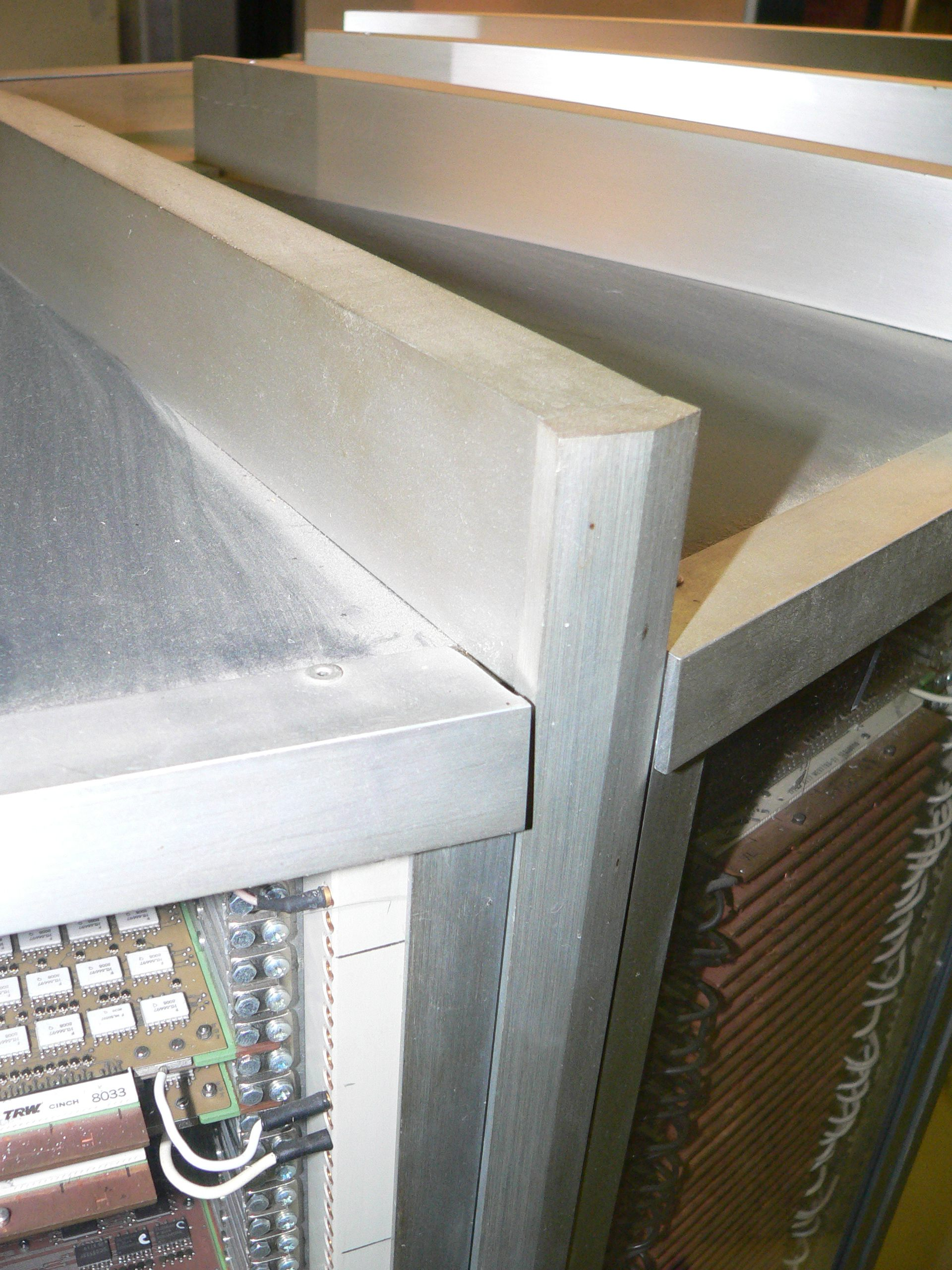
Top of the casing
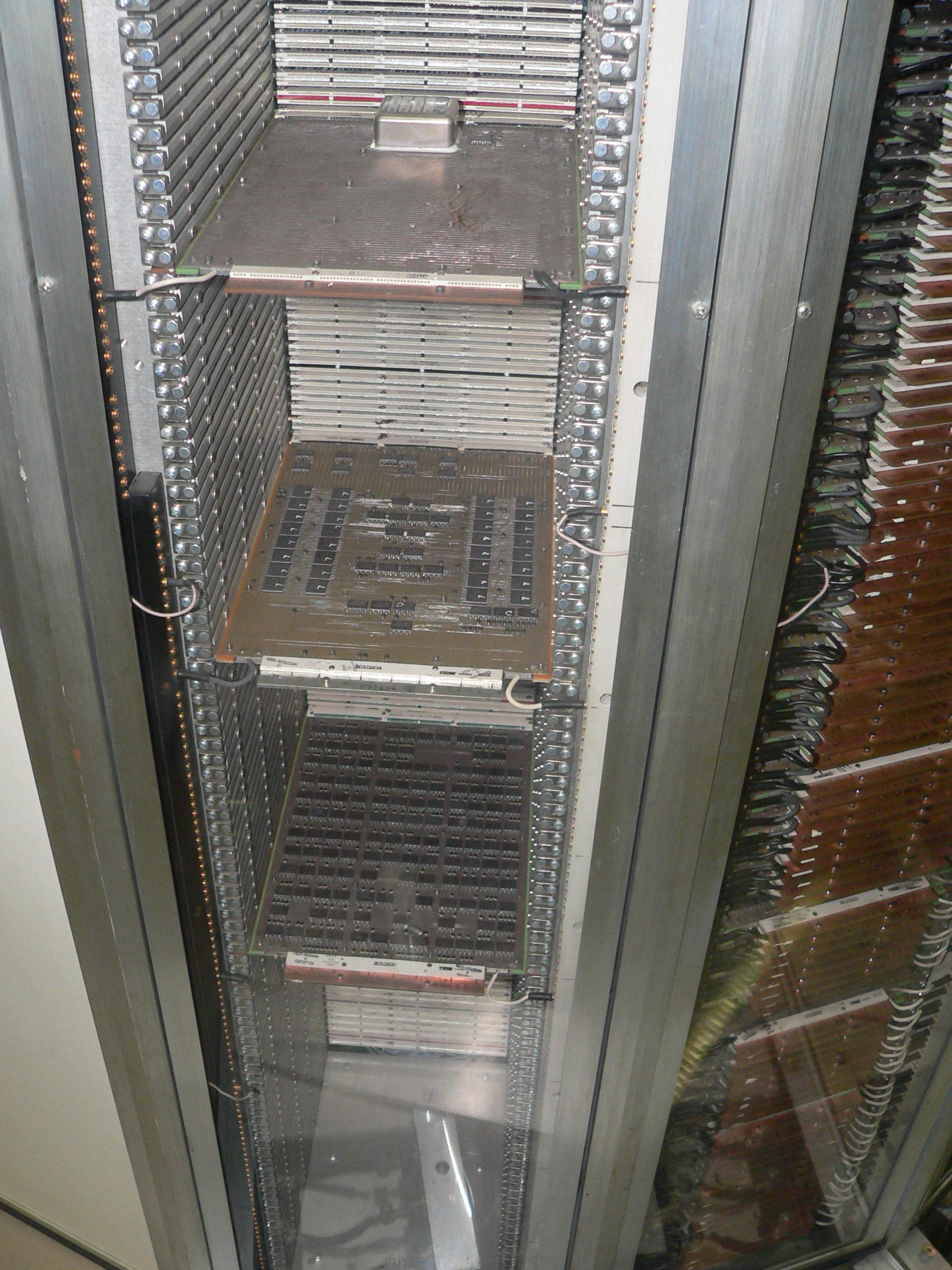
Close-up of logic boards
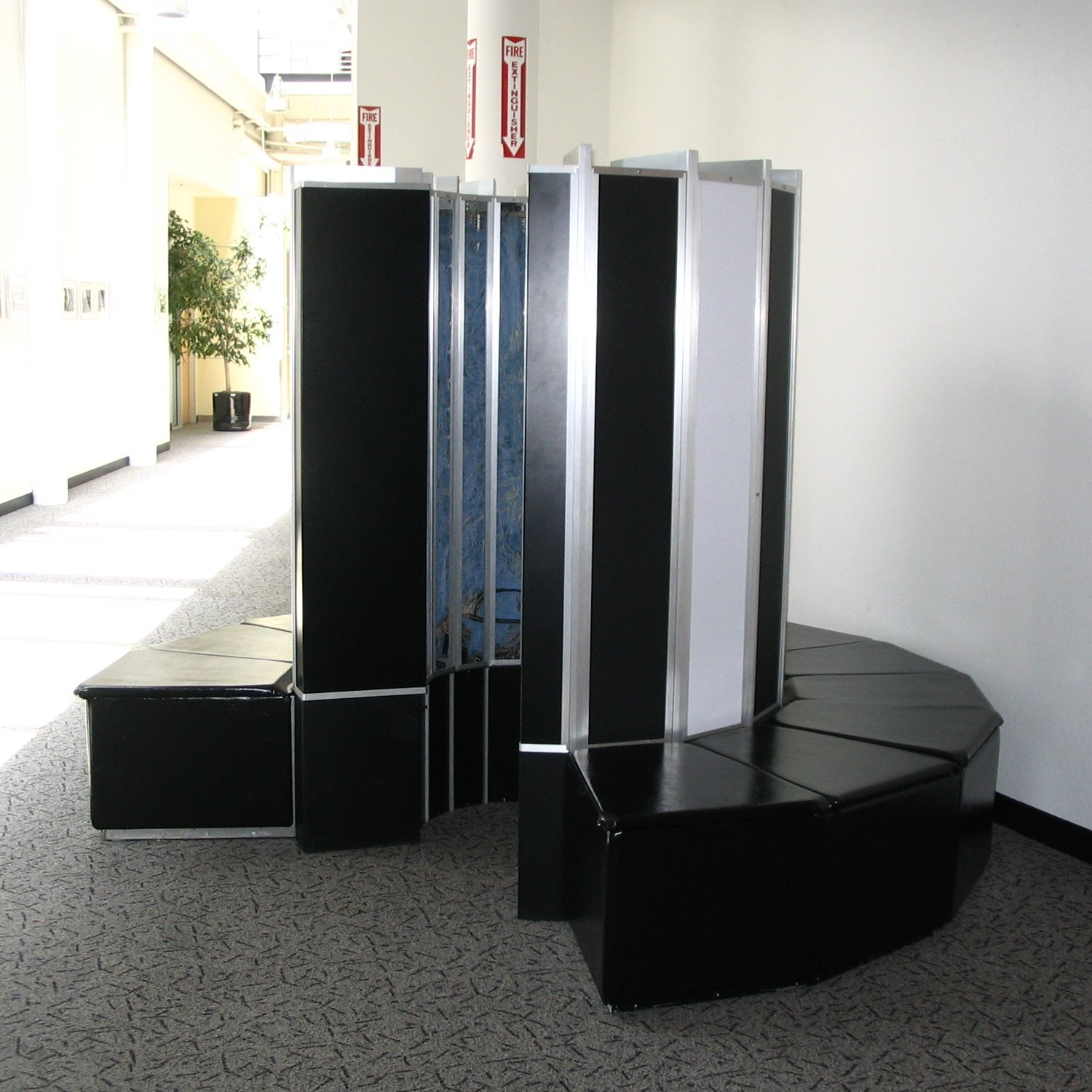
كراي-1 في متحف تاريخ الحاسوب
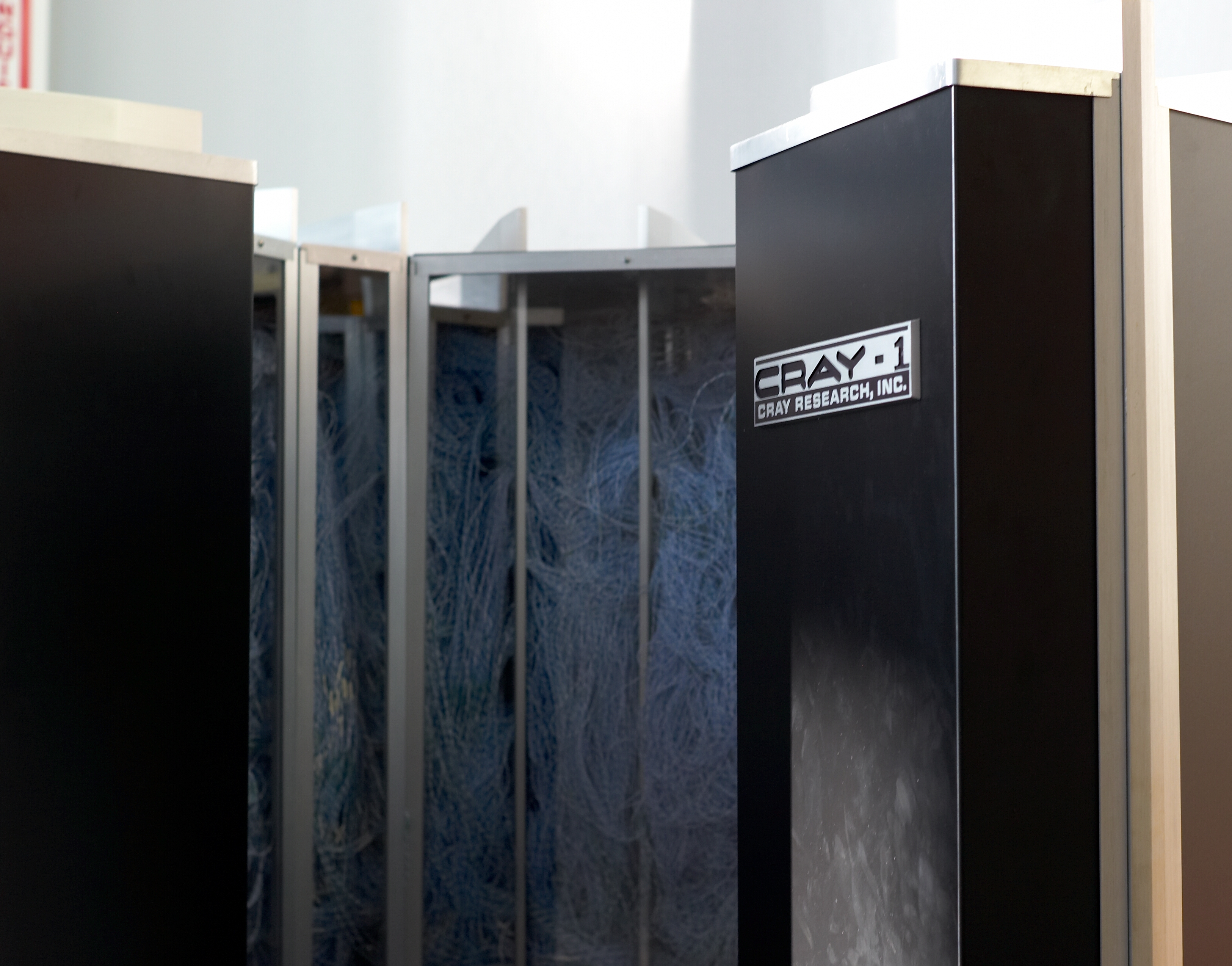
كراي-1 في متحف تاريخ الحاسوب
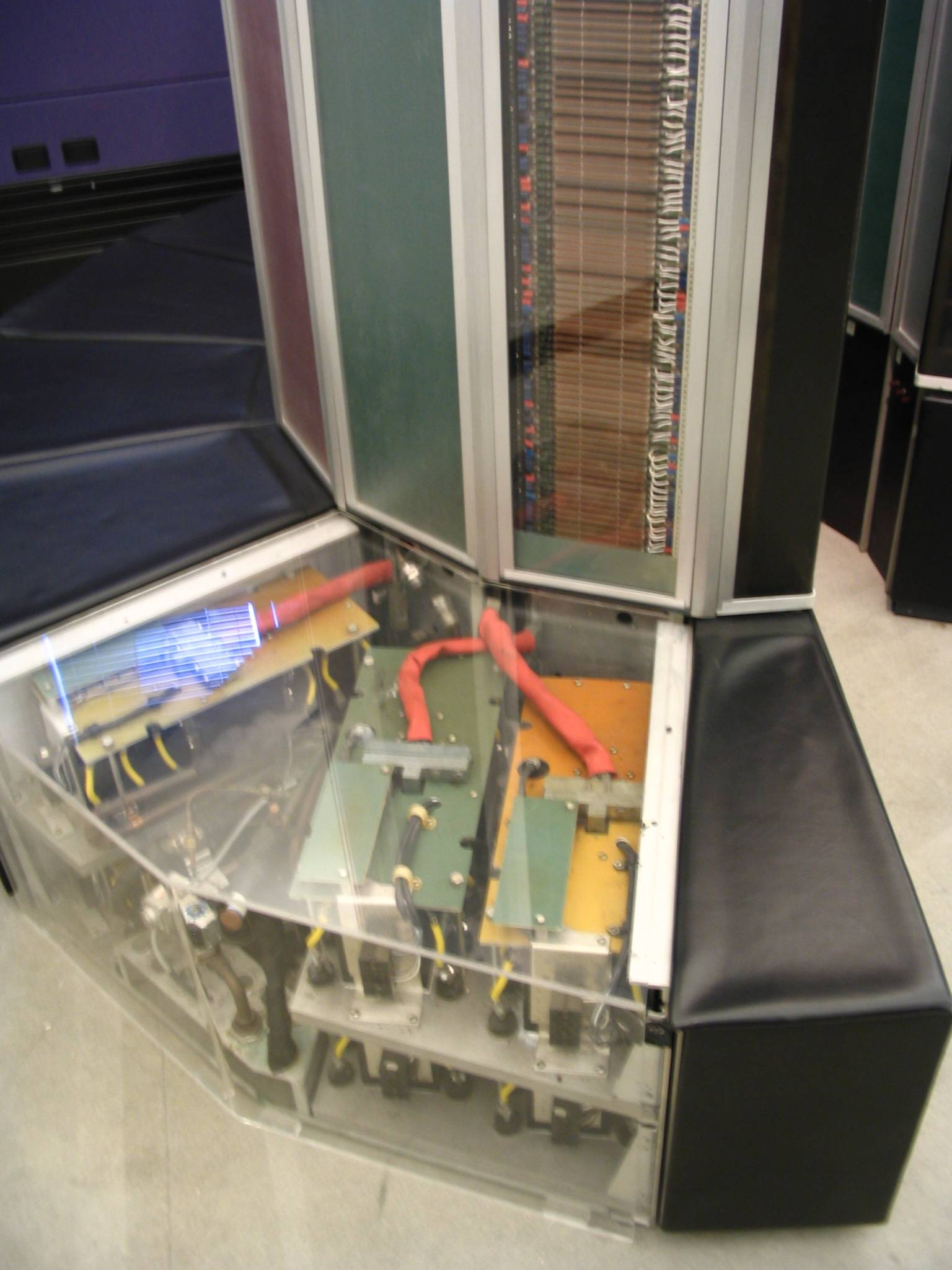
Cray-1A power supply detail

## وصلات خارجية
- CRAY-1 Computer System Hardware Reference Manual, Publication No. 2240004 Rev.C 11/77 (first three chapters) – From DigiBarn / Ed Thelen
- CRAY-1 Computer System Hardware Reference Manual, Publication No. 2240004 Rev.C 11/77 (full, scanned, PDF)
- Collection of on-line Cray manuals & documentation @ Bitsavers
- Cray Channels Magazine @ The Centre for Computing History
- Cray Manuals & Documentation @ The Centre for Computing History
- Cray Users Group Publications @ The Centre for Computing History
- NCAR Supercomputer Gallery
- Verilog definition of Cray-1A CPU logic